# Tutto sta per cambiare
Tutto sta per cambiare è il primo disco solista del cantante Filippo Gatti, registrato, mixato e coprodottoo da Francesco Gatti, pubblicato da Sony BMG nel 2003.

## Tracce
1. Kaya – 2:11
2. Un idiota – 4:51
3. Solo gli stupidi si muovono veloce – 3:44
4. Pandora – 4:58
5. Requiem per i grandi numeri – 3:55
6. La memoria libera – 4:09
7. Microspirity – 4:19
8. Fermati non guardare – 2:36
9. 4NV – 4:17
10. Requiem per i grandi numeri (parte II) – 4:30

## Formazione
Filippo Gatti & Diaz Ensemble (Cristiano De Fabritiis, Francesco Gatti, Gabriele Lazzarotti)